# Zhongxing, Guangdong
Zhongxing (kinesiska: 中行) är en köping i sydöstra Kina. Den ligger i Pingyuan härad i staden Meizhou i provinsen Guangdong, omkring 310 kilometer nordost om provinshuvudstaden Guangzhou. Antalet invånare är 7 015. Befolkningen består av 3 508 kvinnor och 3 507 män. Barn under 15 år utgör 18,0 %, vuxna 15-64 år 70 %, och äldre över 65 år 11,0 %.